# Campanula truedingeri
Campanula truedingeri là loài thực vật có hoa trong họ Hoa chuông. Loài này được Murr mô tả khoa học đầu tiên năm 1924.